# Aeródromo de Vicco
Aeródromo de Vicco (OACI: SPVI) es un aeródromo que sirve a Vicco en la región Pasco, Perú. Se encuentra a una altitud de 4,103 m. La pista tiene una dimensión de 2,015 metros de largo y la superficie es de grava. El aeródromo es administrado por la Municipalidad Distrital Vicco.

## Ubicación
El aeródromo se encuentra ubicado en la localidad de Vicco en el Distrito de Vicco, provincia de Pasco, departamento de Pasco, Perú.
El anterior Gobernador regional de Pasco Teódulo Valeriano Quispe Huertas prometió en campaña política que modernizara el aeródromo (la cual en la actualidad no lo cumplió).
El actual gobernador de la región, Pedro Ubaldo, se comprometió a remodelar dicho aeródromo.